# كروزلينغن (سويسرا)
كروزلينغن (بالألمانية: Kreuzlingen) هي واحدة من بلديات مقاطعة كروزلينغن في كانتون تورغاو في سويسرا، وتعتبر عاصمة للمقاطعة. تبلغ مساحتها 11.49 كيلومتر مربع ويُقدر عدد سكانها بـ 21٬542 نسمة (في ديسمبر 2015). وتعتبر ثاني أكبر مدينة في كانتون تورغاو من ناحية عدد السكان بعد مدينة فراونفيلد.

## معرض صور

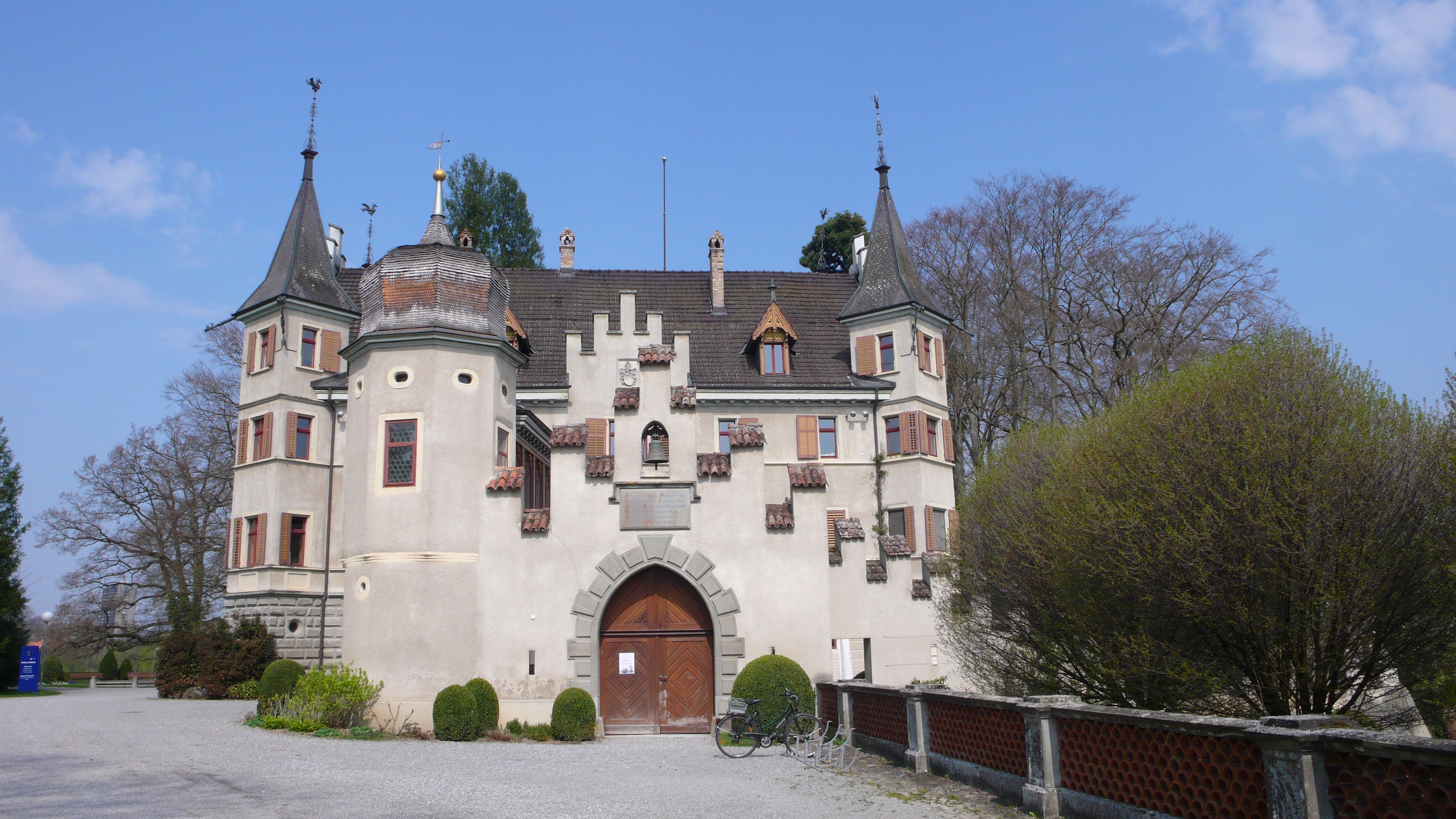
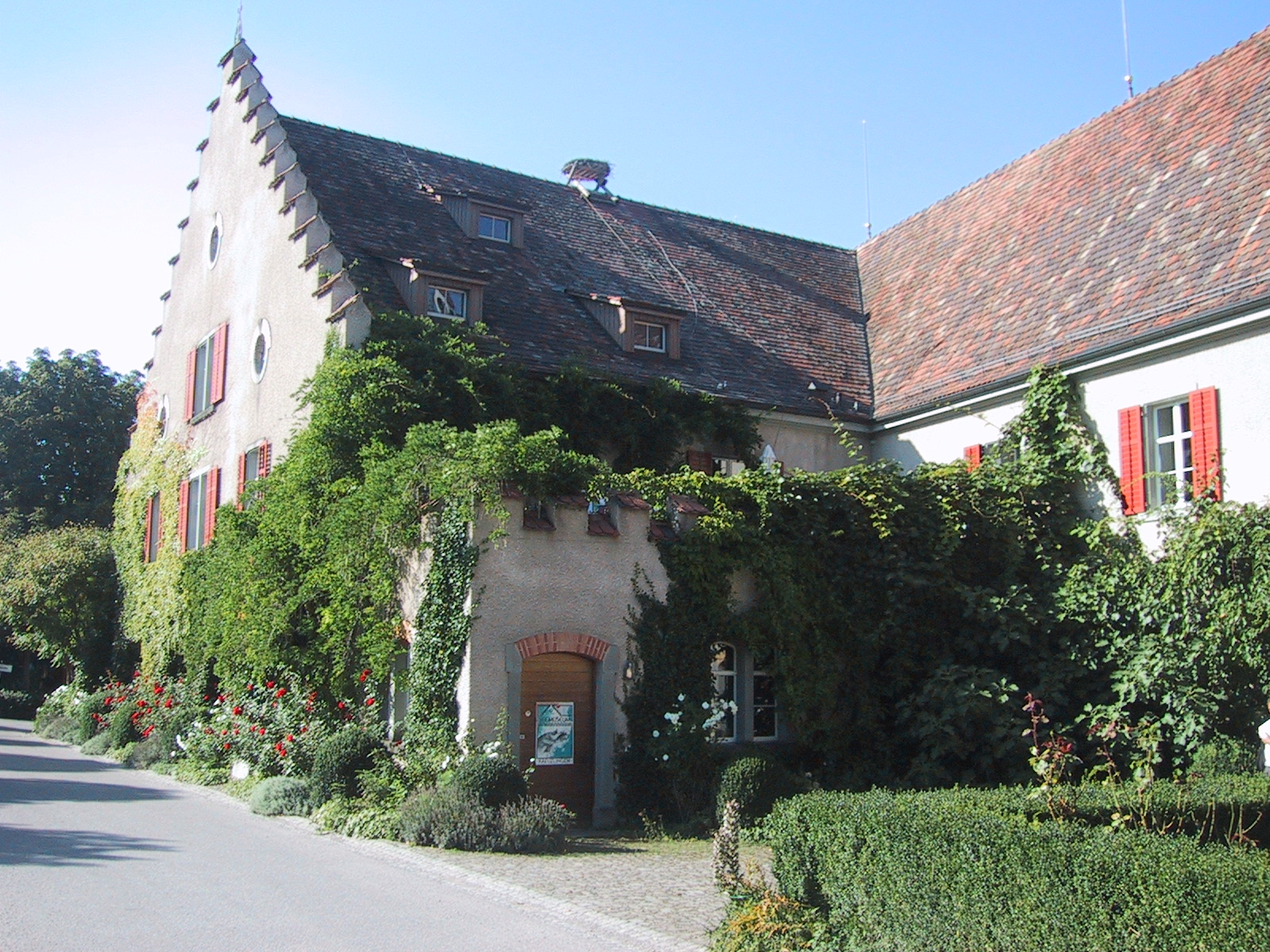
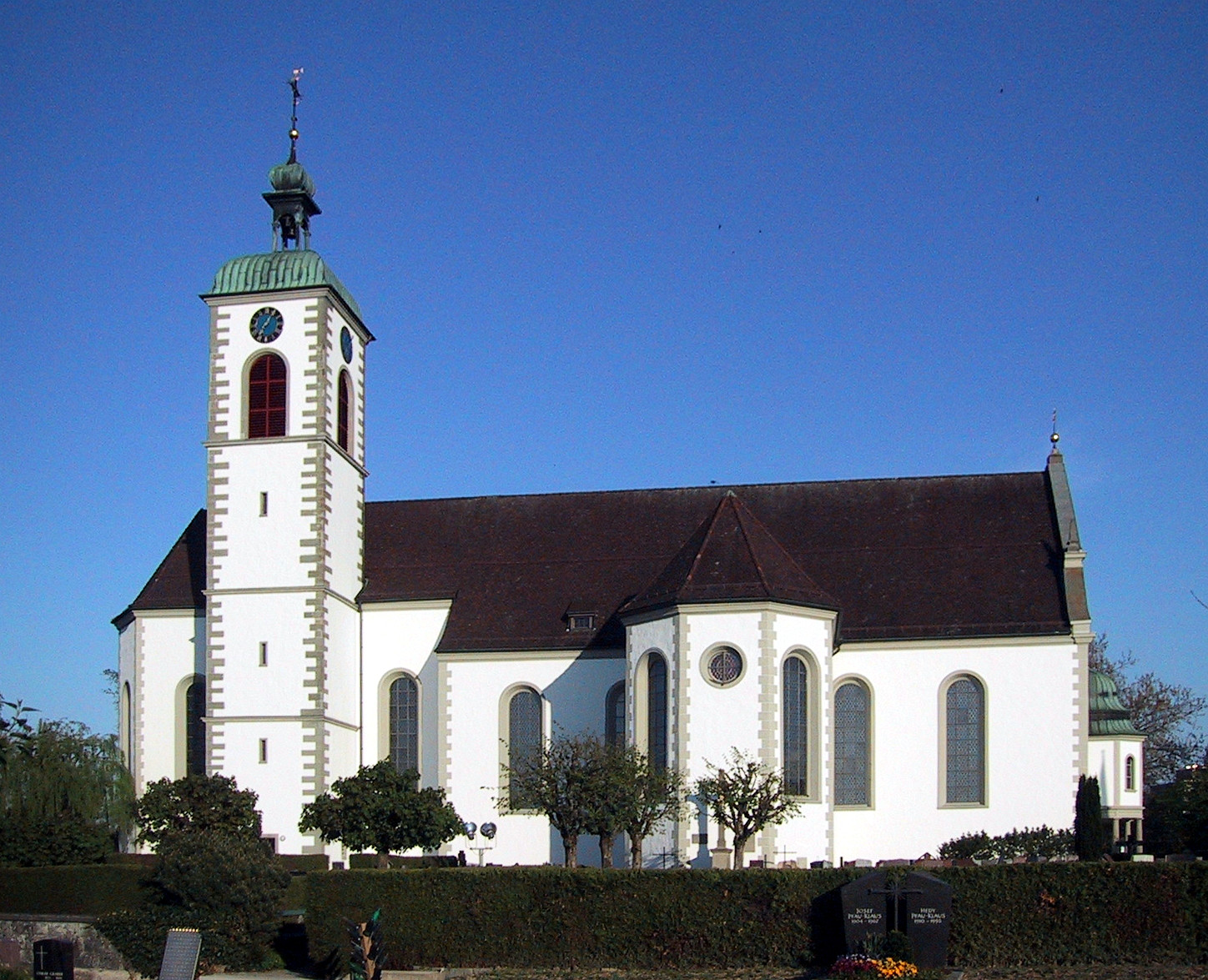

## المدن التوأمة
- فولفاخ،  ألمانيا
- تشسترنينو،  إيطاليا

## أعلام
- رودولف فريدريش هوهناكر
- كارل فريدريش أوتو ويستفال
- أديلبرت ديلبروك